# Форт-Майерс-Шорс
Форт-Майерс-Шорс (англ. Fort Myers Shores) — статистически обособленная местность, расположенная в округе Ли (штат Флорида, США) с населением в 5793 человека по статистическим данным переписи 2000 года.

## География
По данным Бюро переписи населения США, статистически обособленная местность Форт-Майерс-Шорс имеет общую площадь в 6,22 квадратных километров, из которых 5,44 кв. километров занимает земля и 0,78 кв. километров — вода. Площадь водных ресурсов округа составляет 12,54 % от всей его площади.
Статистически обособленная местность Форт-Майерс-Шорс расположена на высоте 3 м над уровнем моря.

## Демография
| Год переписи        | Нас. |  | %±    |
| ------------------- | ---- |  | ----- |
| 1980                | 4426 |  | —     |
| 1990                | 5460 |  | 23,4% |
| 2000                | 5793 |  | 6,1%  |
| 1980–2000 Источник: |      |  |       |

По данным переписи населения 2000 года, в Форт-Майерс-Шорс проживало 5793 человека, 1598 семей, насчитывалось 2172 домашних хозяйств и 2370 жилых домов. Средняя плотность населения составляла около 931,35 человека на один квадратный километр. Расовый состав населённого пункта распределился следующим образом: 85,98 % белых, 3,68 % — чёрных или афроамериканцев, 0,64 % — коренных американцев, 1,52 % — азиатов, 0,07 % — выходцев с тихоокеанских островов, 1,95 % — представителей смешанных рас, 6,16 % — других народностей. Испаноговорящие составили 17,37 % от всех жителей статистически обособленной местности.
Из 2172 домашних хозяйств в 33,0 % воспитывали детей в возрасте до 18 лет, 56,8 % представляли собой совместно проживающие супружеские пары, в 12,9 % семей женщины проживали без мужей, 26,4 % не имели семей. 20,5 % от общего числа семей на момент переписи жили самостоятельно, при этом 7,7 % составили одинокие пожилые люди в возрасте 65 лет и старше. Средний размер домашнего хозяйства составил 2,67 человек, а средний размер семьи — 3,07 человек.
Население статистически обособленной местности по возрастному диапазону по данным переписи 2000 года распределилось следующим образом: 26,8 % — жители младше 18 лет, 7,5 % — между 18 и 24 годами, 26,2 % — от 25 до 44 лет, 25,4 % — от 45 до 64 лет и 14,0 % — в возрасте 65 лет и старше. Средний возраст жителей составил 38 лет. На каждые 100 женщин в Форт-Майерс-Шорс приходилось 94,4 мужчин, при этом на каждые сто женщин 18 лет и старше приходилось 91,0 мужчин также старше 18 лет.
Средний доход на одно домашнее хозяйство статистически обособленной местности составил 37 021 доллар США, а средний доход на одну семью — 39 757 долларов. При этом мужчины имели средний доход в 30 510 долларов США в год против 22 826 долларов среднегодового дохода у женщин. Доход на душу населения статистически обособленной местности составил 37 021 доллар в год. 6,6 % от всего числа семей в населённом пункте и 8,2 % от всей численности населения находилось на момент переписи населения за чертой бедности, при этом 9,8 % из них были моложе 18 лет и 5,2 % — в возрасте 65 лет и старше.